# .st
.st је највиши Интернет домен државних кодова (ccTLD) за Сао Томе и Принципе.